# Tuffi ai III Giochi olimpici giovanili estivi - Trampolino 3 metri maschile

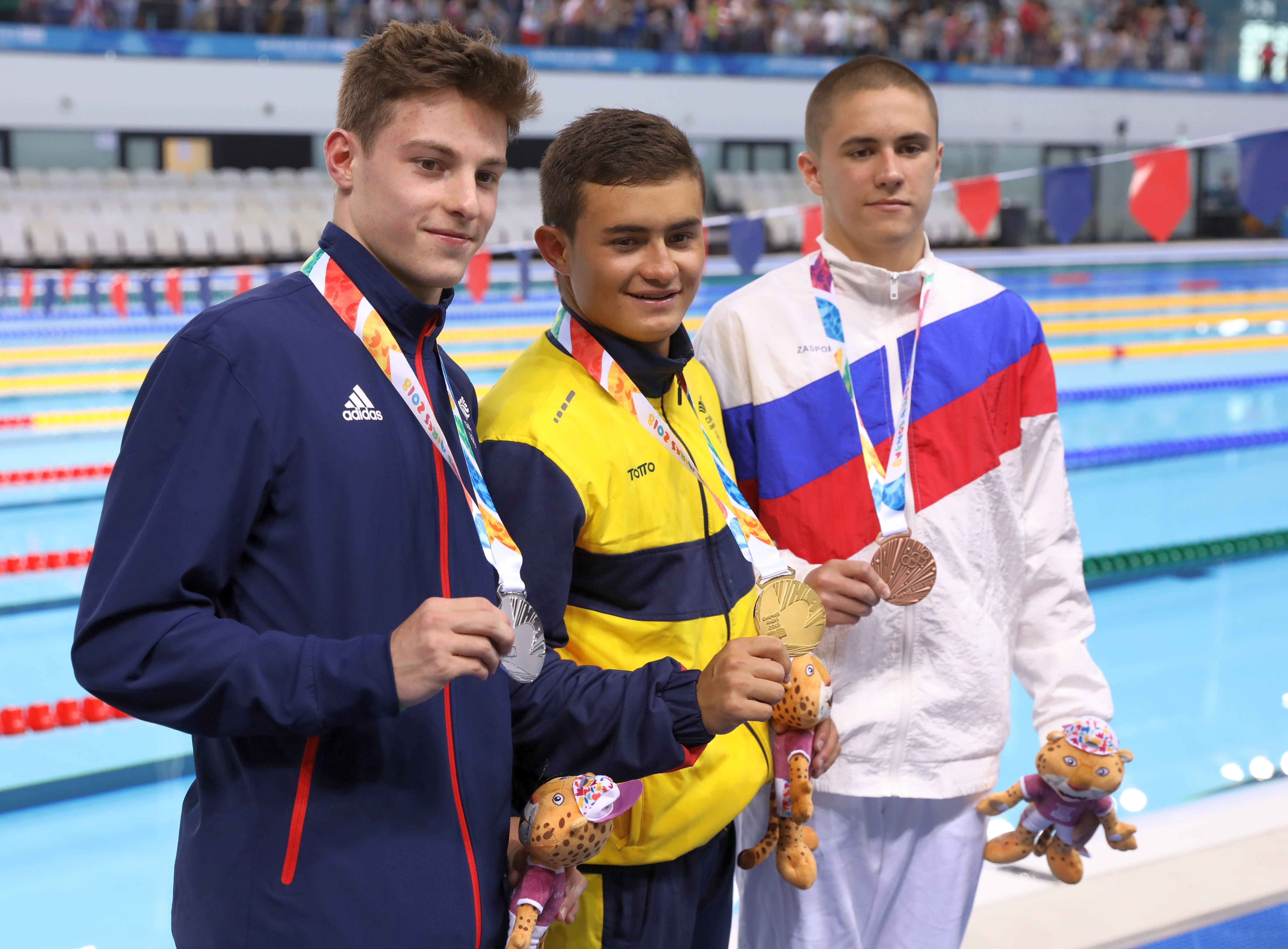
Cerimonia di premiazione

Il concorso dei tuffi dal trampolino 3 metri maschile dei Giochi olimpici giovanili estivi si è svolto il 14 ottobre 2018 presso il Parque Polideportivo Roca di Buenos Aires in Argentina.

## Programma
| Data            | Ora   | Evento      |
| --------------- | ----- | ----------- |
| 14 ottobre 2018 | 10:00 | Preliminare |
| 14 ottobre 2018 | 18:00 | Finale      |

## Risultati
In verde sono contraddistinti i finalisti.
| Class   | Atleta            | Natione       | Preliminare | Preliminare | Finale           | Finale           |
| Class   | Atleta            | Natione       | Punti       | Class       | Punti            | Class            |
| ------- | ----------------- | ------------- | ----------- | ----------- | ---------------- | ---------------- |
| Oro     | Daniel Restrepo   | Colombia      | 511.95      | 6           | 576.05           | 1                |
| Argento | Anthony Harding   | Gran Bretagna | 534.95      | 2           | 559.50           | 2                |
| Bronzo  | Ruslan Ternovoj   | Russia        | 486.65      | 9           | 551.20           | 3                |
| 4       | Matthew Carter    | Australia     | 525.45      | 3           | 543.25           | 4                |
| 5       | Randal Willars    | Messico       | 497.70      | 8           | 528.10           | 5                |
| 6       | Lou Massenberg    | Germania      | 512.20      | 5           | 515.40           | 6                |
| 7       | Antonio Volpe     | Italia        | 509.05      | 7           | 515.15           | 7                |
| 8       | Bryden Hattie     | Canada        | 517.95      | 4           | 504.50           | 8                |
| 9       | Jack Matthews     | Stati Uniti   | 475.15      | 12          | 501.15           | 9                |
| 10      | Lian Junjie       | Cina          | 573.10      | 1           | 496.30           | 10               |
| 11      | Jules Bouyer      | Francia       | 483.40      | 10          | 487.80           | 11               |
| 12      | Dylan Vork        | Paesi Bassi   | 477.35      | 11          | 457.75           | 12               |
| 13      | Adrián Abadía     | Spagna        | 463.10      | 13          | Non qualificati. | Non qualificati. |
| 14      | Aurelian Dragomir | Romania       | 386.00      | 14          | Non qualificati. | Non qualificati. |